# Molat

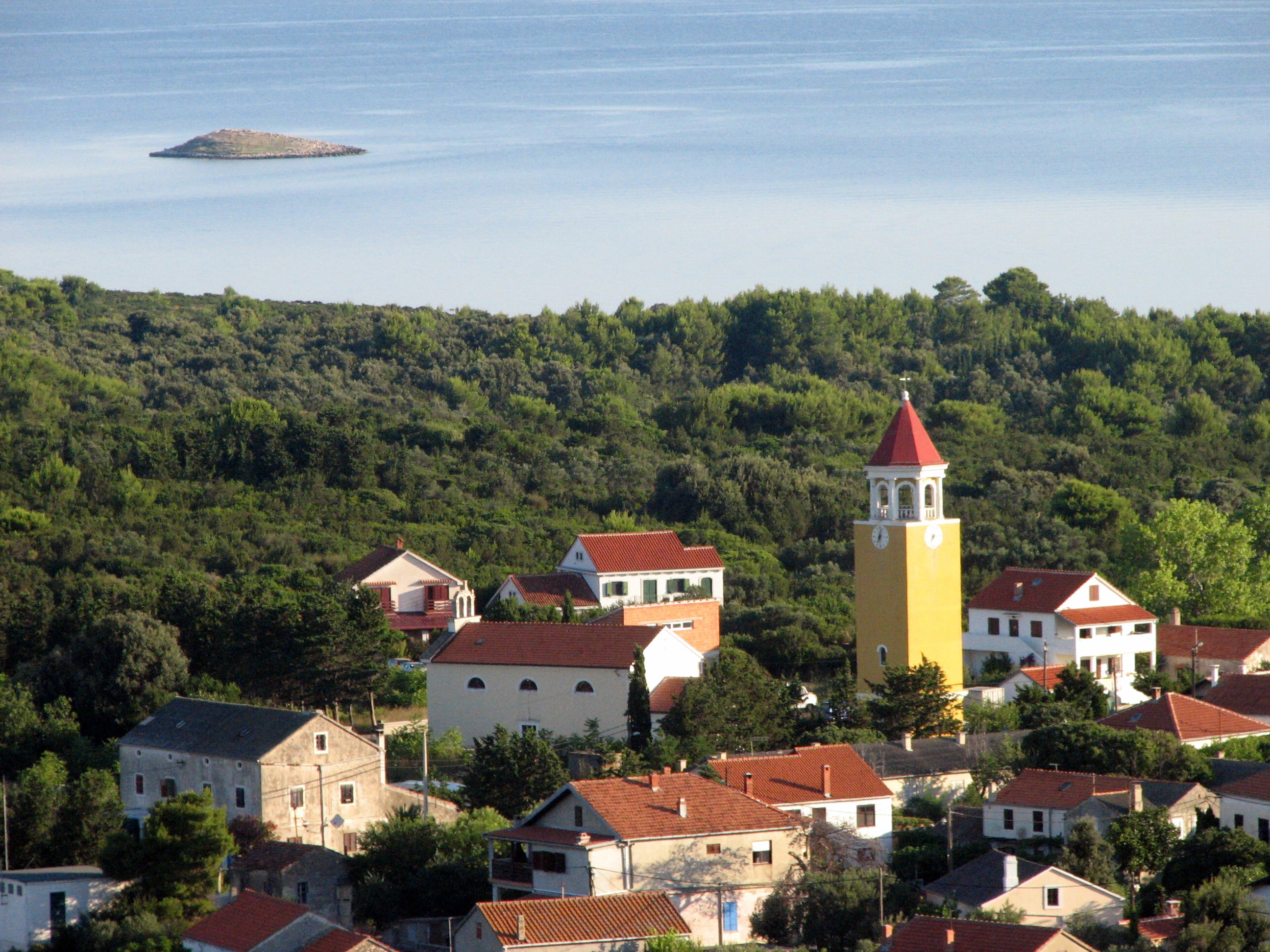
Vesnice Molat na ostrově

Molat (italsky Melada) je ostrov v Jaderském moři. Je součástí Chorvatska, leží v Zadarské župě a spadá pod opčinu města Zadar. Nacházejí se zde tři samostatné vesnice, z nichž největší je stejnojmenná vesnice Molat se 107 obyvateli, poté Brgulje se 48 obyvateli a Zapuntel se 42 obyvateli. Molat a Brgulje se nacházejí při pobřeží, zatímco Zapuntel se nachází ve vnitrozemí, avšak má skrze vesničku Porat taktéž přístup k moři.
Molat je součástí Zadarského souostroví a nachází se na jeho severozápadě. Na severozápad od ostrova se nachází ostrov Ist, na západ několik menších ostrůvků, jako je např. Tramerka, na jihovýchod ostrovy Dugi otok, Zverinac, Tun Mali, Tun Veli a Sestrunj.
Na ostrově roste mnoho druhů stromů a keřů, jako je např. dub cesmínovitý, planika obecná, jamovec širokolistý, planý olivovník, řečík terebintový, řečík lentišek, řešetlák proměnlivý, kalina modroplodá, vítečník sítinový, jalovec fénický, jalovec Juniperus macrocarpa nebo vavřín vznešený. Z ptáků zde žijí např. orebice horská a bažant obecný, ze zvířat např. králík divoký.
Hlavním příjmem zdejších obyvatel je turismus, dále pak rybolov a chov ovcí.